# Maruina caceresi
Maruina caceresi är en tvåvingeart som beskrevs av Wagner 1988. Maruina caceresi ingår i släktet Maruina och familjen fjärilsmyggor.
Artens utbredningsområde är Peru. Inga underarter finns listade i Catalogue of Life.